# Sluč
Sluč nebo Jižní Sluč (ukrajinsky Случ) je řeka protékající ukrajinským Podolím, Volyní a Polesím (Chmelnyckou, Žytomyrskou a Rovenskou oblastí). Je 451 km dlouhá. Povodí má rozlohu 13 800 km².

## Průběh toku
Pramení v Podolské vysočině a dolní tok protéká Poleskou nížinou. Zdroj vody je sněhový. Hlavní přítoky jsou Chomora, Korčyk (zleva) a Tňa (zprava). Na Sluči leží města Starokosťantyniv, Zvjahel a Sarny. Je pravým přítokem Horyni (povodí Dněpru).

## Vodní režim
Průměrný průtok ve vzdálenosti 42 km od ústí je 45 m³/s. Nejvyšší stavy jsou v březnu a dubnu. Zamrzá v prosinci a rozmrzá v březnu.